# رود سیاه (شهرستان چبویگان)
رود سیاه (به انگلیسی: Black River) رودخانه‌ای است که در ایالات متحده آمریکا جریان دارد.